# Escravidão moderna em Uruguaiana
Escravidão em Uruguaiana refere-se a um caso em que 82 trabalhadores eram mantidos em situação de escravidão moderna na cidade de Uruguaiana, na Região Arrozeira do Rio Grande do Sul. O crime foi desmantelado em março de 2023 e entre os resgatados, 10 eram adolescentes que tinham entre 14 e 17 anos. Inicialmente a informação era de que 56 trabalhadores haviam sido resgatados, mas o dado foi corrigido dias depois.
O caso repercutiu na grande imprensa nacional, em portais como o g1, e veio à tona apenas duas semanas após um caso de escravidão moderna em Bento Gonçalves, também no Rio Grande do Sul, chocar o país.
Segundo dados da fiscalização do trabalho, este é o maior resgate já registrado em Uruguaiana.

## Contexto
Todos os anos, durante a colheita o arroz, centenas de trabalhadores temporários são contratados para trabalharem na Região Arrozeira gaúcha.
O primeiro colocado no ranking brasileiro na produção de arroz é, justamente, o município de Uruguaiana, com uma produção de 590.329 toneladas, equivalente a 5,1% da produção orizícola do país, superando o segundo colocado (Itaqui) em cerca de 132 mil toneladas. Uruguaiana também é apontada como maior produtora do grão na América Latina.
Nota: leia a seção Produção de Arroz no Brasil

## Crime

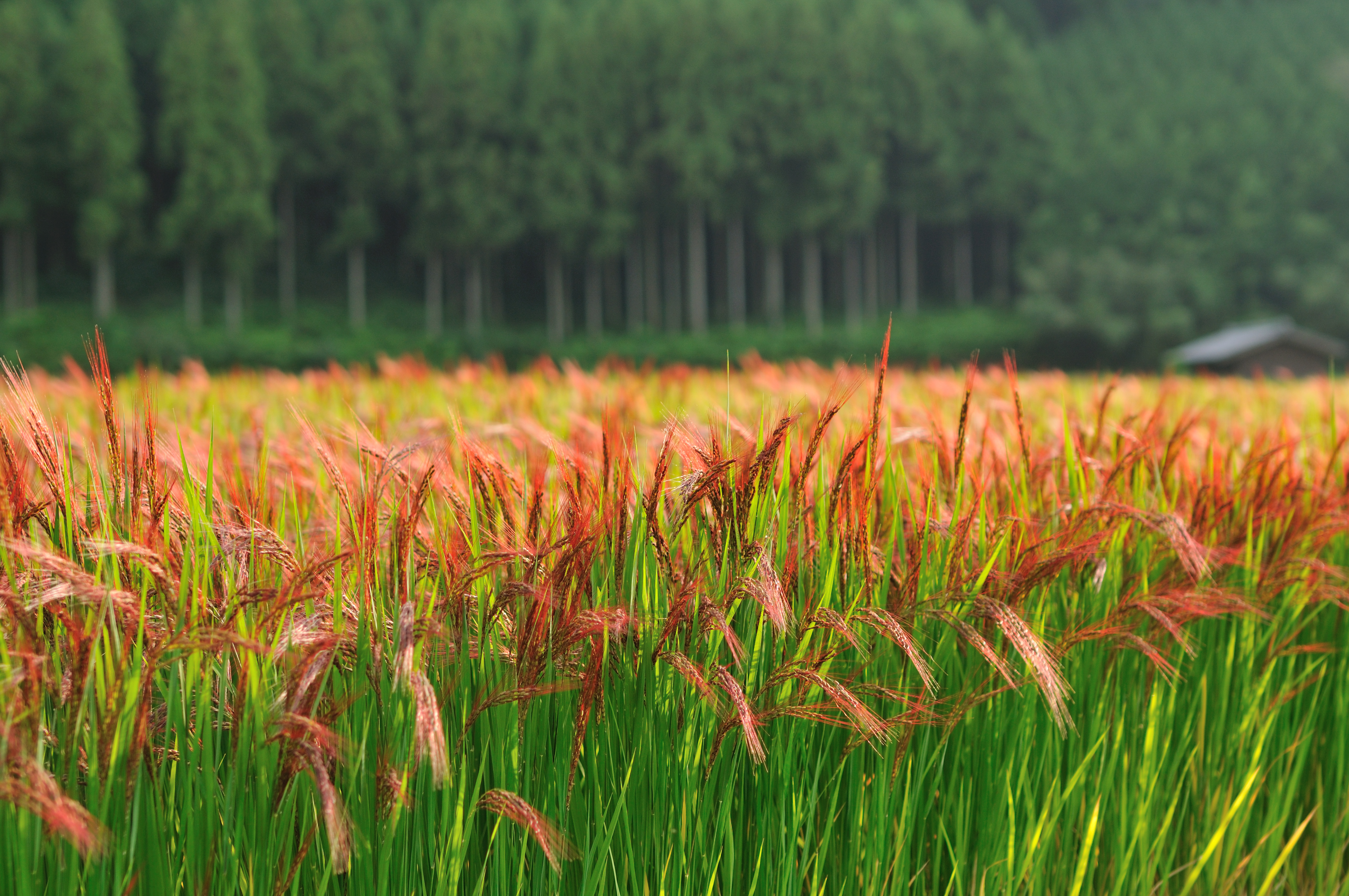
Arroz vermelho (imagem meramente ilustrativa)

Segundo o Ministério Público do Trabalho (MPT), os trabalhadores haviam sido recrutados por um agenciador de mão de obra, popularmente chamado de "gato", que atuava na fronteira oeste do Rio Grande do Sul, para trabalhar nas fazendas Santa Adelaide e São Joaquim. Nos locais eles faziam o corte manual do arroz vermelho e a aplicação de agrotóxicos. Para executar seu trabalho eles não tinham acesso a equipamentos de proteção e usavam instrumentos inadequados para o corte.
"Eles faziam o corte manual do arroz vermelho com instrumentos completamente inapropriados (muitos usavam apenas uma faca doméstica de serrinha), além de aplicar agrotóxicos com as mãos. (...) Além disso, os trabalhadores muitas vezes precisavam andar 50 minutos em pleno sol até chegar ao local de trabalho. As vítimas relataram que recebiam cem reais por dia, mas a comida e as ferramentas de trabalho eram por conta deles próprios. Nessas condições, a comida estragava constantemente e os trabalhadores não comiam nada o dia inteiro e se algum deles adoecesse, teria remuneração descontada", explicou o MPT, que também relatou que um dos menores sofreu um acidente de trabalhao com um facão e ficou sem movimentos de dois dedos do pé". 

## Investigações, prisão e julgamento
As investigações começaram a partir de uma denúncia, que informou que adolescentes trabalhavam em duas fazendas de Uruguaiana de forma irregular. O MPT foi até o local e "encontrou não apenas os adolescentes, mas trabalhadores adultos em situação análoga à escravidão", a maioria vinda das cidades de São Borja e Alegrete, além da própria Uruguaiana.
O responsável pelo agenciamento chegou a ser preso em flagrante e encaminhado ao Sistema Penitenciário, mas acabou solto após pagar fiança.

## Desdobramentos
O MPT anunciou que os trabalhadores iriam receber de imediato três parcelas de seguro-desemprego e que os empregadores seriam notificados para assinar a carteira de trabalho dos resgatados e pagar as devidas verbas rescisórias, além de possíveis indenizações por danos morais individuais e coletivos.